# Angel Dust (Blutengel)
Angel Dust è il terzo album in studio del gruppo musicale tedesco Blutengel, pubblicato il 30 settembre 2002 dalla Out of Line.

## Tracce
1. Angel Dust I – 3:47
2. Stranded – 5:15
3. Vampire Romance Part I – 6:22
4. The End of Love – 6:13
5. Iron Heart – 5:02
6. Our Time – 5:44
7. Wonderland – 5:14
8. Angel Dust II – 2:50
9. Black Wedding – 3:38
10. I Will Follow – 4:59
11. Silent Death – 3:46
12. Angel of the Night – 5:09
13. Keine Ewigkeit – 5:46
14. Night of Sin – 4:54
15. Vampire Romance Part II – 5:49
16. Angel Dust III – 5:01